# چینتسیا ماسیرونی
چینتسیا ماسیرونی (ایتالیایی: Cinzia Massironi؛ زادهٔ ۲۸ اکتبر ۱۹۶۶) صداپیشه و بازیگر تئاتر اهل ایتالیا است.
از فیلم‌ها یا مجموعه‌های تلویزیونی که وی در آن‌ها نقش داشته‌است می‌توان به «از من بپرس که آیا خوشبختم» اشاره نمود.